# Hybanthus travancoricus
Hybanthus travancoricus är en violväxtart som först beskrevs av Richard Henry Beddome, och fick sitt nu gällande namn av Melch.. Hybanthus travancoricus ingår i släktet Hybanthus och familjen violväxter. Inga underarter finns listade i Catalogue of Life.